# Florian Mokrski
Florian Mokrski (Mokrsko Górne, ca. 1305 - 6 februari 1380, Krakau) was de 28e bisschop van het aartsbisdom Krakau en iuris peritus.

## Biografie
Hij was een telg van de Poolse heraldische clan Jelita en zoon van Piotr Mokrski, kastelein van Klein-Polen. Florian Mokrski studeerde canoniek recht in Padua en werkte als adviseur nauw samen met Casimir III van Polen. Hij was tussen 1339 en 1366 de kanselier van Łęczyca.
Florian Mokrski werd in 1366 door de koning verheven tot de kerkelijke rang van ordinarius en was betrokken bij de oprichting van de Jagiellonische Universiteit. Als bisschop heeft hij de kerken in Węgleszyn en Dobrowoda gesticht. Ook heeft hij vier wachttorens rondom Iłża gebouwd. De bisschop schonk in 1370 land, bossen en weiden aan Bodzentyn. Deze plaats was in 1355 door zijn voorganger Jan Bodzęta gesticht.

## Galerij

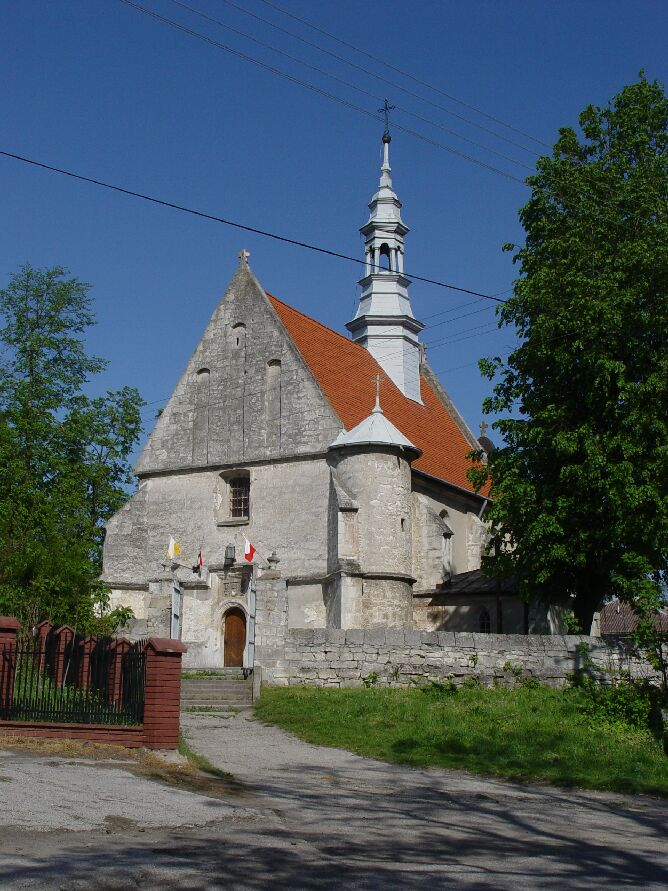
Kerk van Dobrowoda
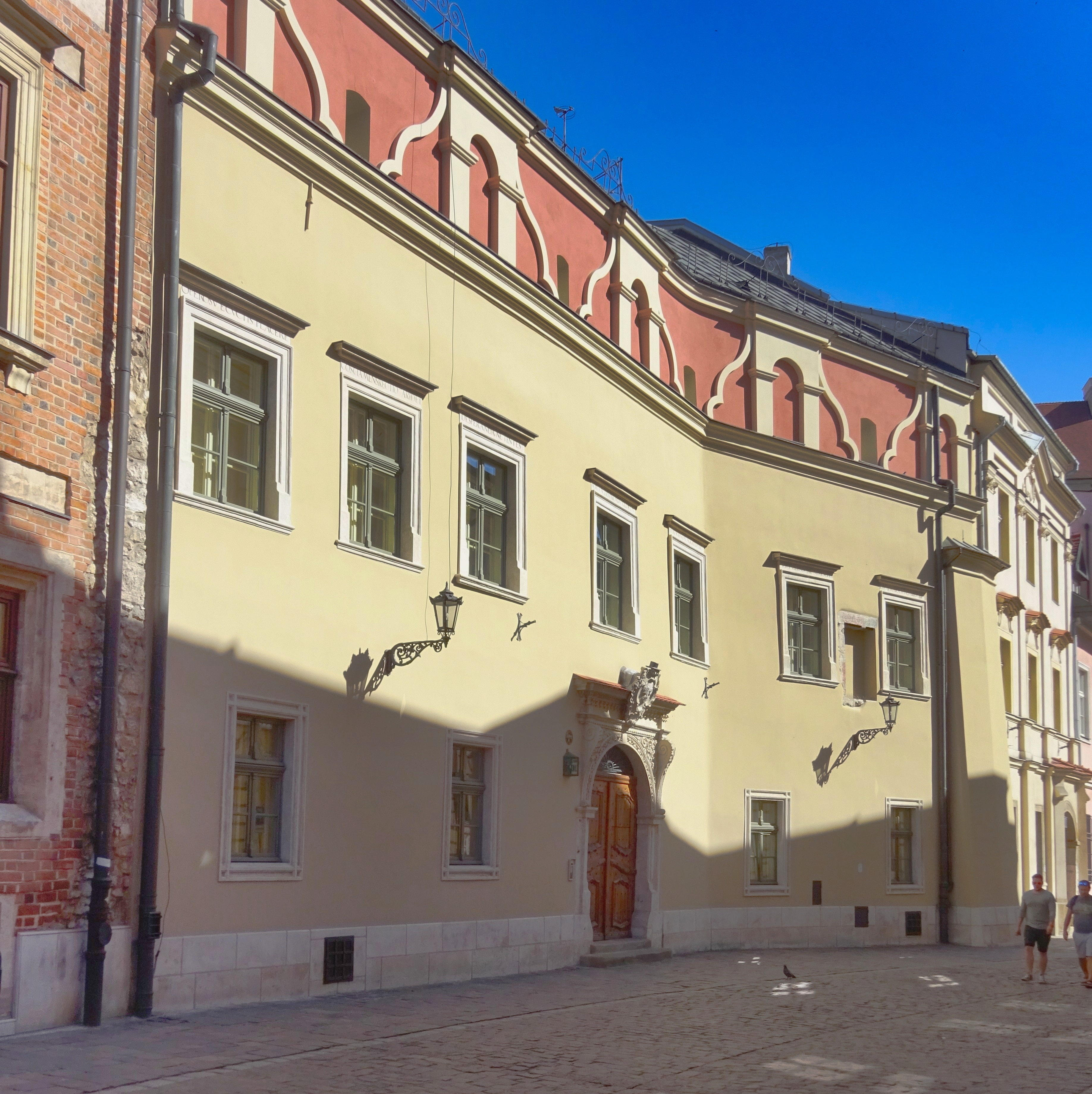
Het 14e-eeuws Paleis van Florian Mokrski in Krakau
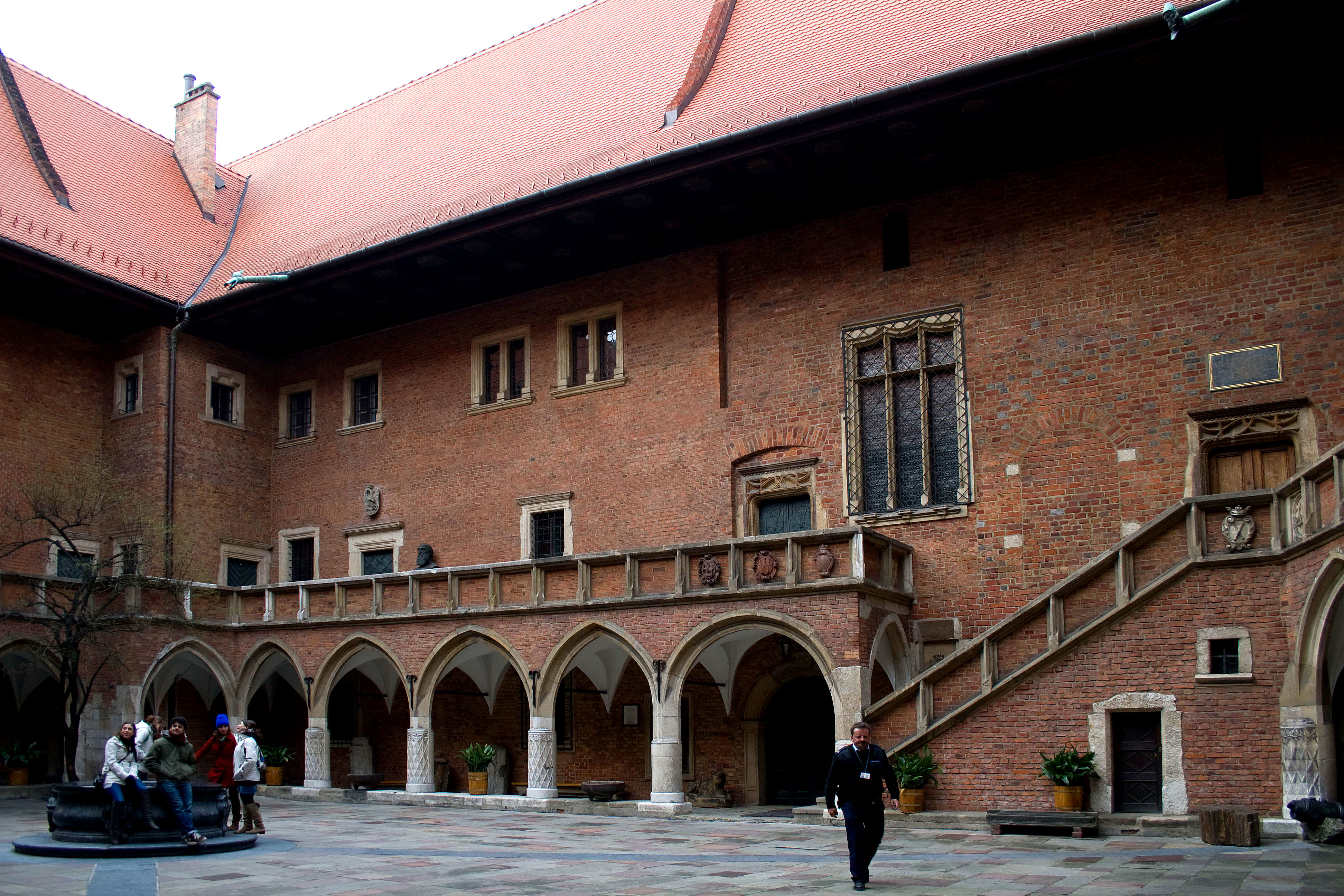
De Jagiellonische Universiteit
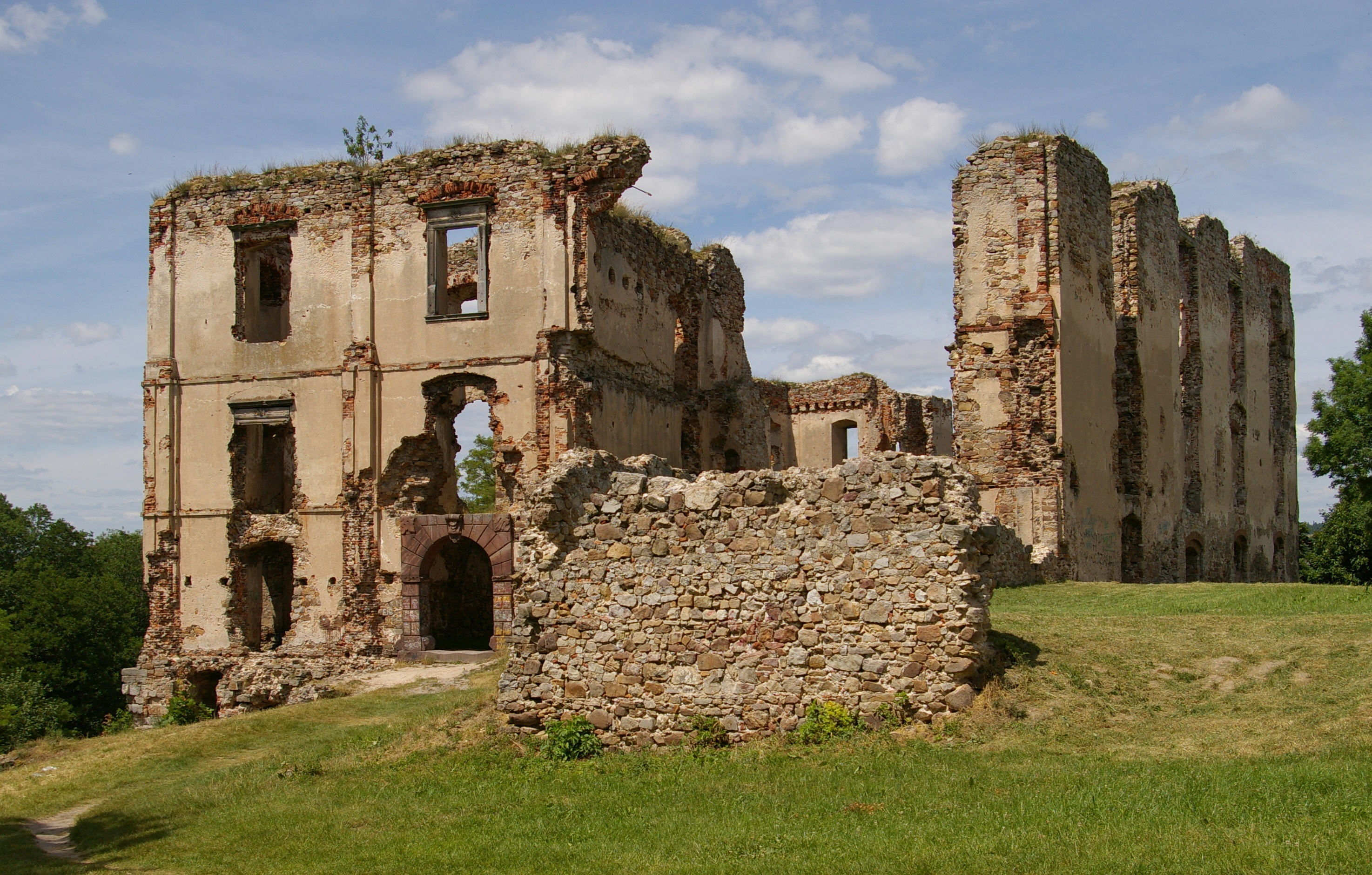
Het bisschoppelijk kasteel van Bodzenty

- Gemeinsame Normdatei: 1075073790
- Virtual International Authority File: 317277697